# Insurreição em Herat de 2001
Insurreição em Herat de 2001 ou Batalha de Herat foi uma insurreição coordenada contra os talibãs na cidade afegã de Herat como parte da invasão do Afeganistão pelos Estados Unidos. A cidade foi capturada em 12 de novembro pelas forças da Aliança do Norte, bem como pelas forças especiais dos Estados Unidos, Reino Unido  e pela República Islâmica do Irã. 

## Os combatentes
As equipes das Operações Especiais dos Estados Unidos eram compostas por um grupo dos Rangers e por membros do Delta Force sob o comando do CENTCOM General Tommy Franks. As forças iranianas consistiam em agentes da Força Quds sob o comando do Major-General Yahya Rahim Safavi, comandante do Pasdaran. A facção Aliança do Norte, por sua vez, possuía mais de 5.000 milicianos sob o comando de Ismail Khan, um antigo comandante durante a invasão soviética do Afeganistão e ex-governador de Herat antes de o Talibã chegar ao poder em 1995. As Forças Especiais do Reino Unido por razões de segurança nacional permaneceram anônimas e não saíram da sua estrutura de comando formal. 

## O plano
O plano, organizado pelo general Franks e pelo general Safavi, consistia em que os membros das forças especiais iranianas se infiltrassem discretamente na cidade e iniciassem uma insurreição contra o Talibã. Este evento súbito deveria coincidir com a entrada dos milicianos de Ismail Khan na cidade. Enquanto isso, uma equipe das forças especiais dos Estados Unidos e agentes da CIA supervisionariam a operação em Teerã acompanhados por membros  da inteligência militar iraniana. 

## A operação
As operações de combate começaram em 7 de outubro de 2001. No final do mês, ataques aéreos estadunidenses atingiram alvos em torno de Herat, incluindo tanques, sistemas de comunicações e complexos subterrâneos.
Em 11 de novembro de 2001, o Destacamento Operacional das Forças Especiais dos Estados Unidos Alpha 554 ("Tiger 08") foi inserido por helicóptero perto de Herat. Conforme planejado, os comandos iranianos entraram secretamente em Herat para iniciar a insurreição em 12 de novembro, que levaria, ao que Ismail Khan afirmou ser, a revolta local contra os líderes talibãs. A Aliança do Norte, facções xiitas Hazaras, e um pequeno grupo de forças especiais estadunidenses, em seguida, entraram na cidade.  Os residentes de Herat também participaram dos combates utilizando paus, facas e armas que tinham escondidas. A cidade foi capturada quando os talibãs fugiram para as montanhas ao longo da fronteira iraniana, deixando para trás vários tanques abandonados. Os prisioneiros, incluindo os voluntários chechenos e árabes, foram levados para locais não revelados.

## Consequências
O levante foi recebido com tiros de comemoração pelos moradores. A mídia iraniana chegou a relatar uma celebração generalizada, incluindo "dançar nos telhados" e buzinar os carros.  Ismail Khan consolidou seu poder como Emir do oeste do Afeganistão, supostamente recebendo grandes quantias de dinheiro do Irã no mês seguinte para garantir a lealdade de suas forças.  Khan concedeu anistia para os ex-combatentes do Talibã, mas os advertiu sobre as serias consequências caso pegassem em armas novamente. 
Khan permaneceu como governador de Herat até 2004, quando foi destituído pelo presidente afegão Hamid Karzai. A destituição de Khan provocaria protestos violentos. 